# Ardiège
Ardiège település Franciaországban, Haute-Garonne megyében. Lakosainak száma 372 fő (2022. január 1.). Ardiège Martres-de-Rivière, Cier-de-Rivière, Labarthe-Rivière, Pointis-de-Rivière és Sauveterre-de-Comminges községekkel határos.

## Népesség
A település népességének változása:
| Lakosok száma | 246  | 247  | 259  | 398  | 362  | 359  | 364  | 358  | 354  | 372  |
|               | 1968 | 1982 | 1990 | 2006 | 2013 | 2015 | 2017 | 2019 | 2020 | 2022 |